# Judy
Kis Judit, művésznevén: Judy (Szolnok, 1974. október 30. –) magyar előadóművész, a Groovehouse együttes énekesnője.

## Életpályája
Már kiskorában is énekesnő szeretett volna lenni, tizenöt éves korában felvették a pesti OSZK stúdióba.
1995-ös Pop-rock Fesztiválon tűnt fel. Ezután jelent meg első, önálló lemeze Vad tangó címmel, rajta a Tűz a jéggel és a 3 éjjel, 3 nappal című dalokkal még a fesztiválról. 1998 októberében csatlakozott az akkor még duóban (Bogár Miklós és Kárpáti Zsolt) működő Groovehouse együtteshez.
1998. december 14-én súlyos autóbalesetet szenvedett, amibe majdnem belehalt. Arca teljesen összeroncsolódott, szinte nem maradt a testében ép csontja, ráadásul bordái átszúrták a tüdejét, ezért légmellet kapott. Az orvosok egy hónapig küzdöttek az életéért. Ezért az első albumuk a tervezett február helyett csak 1999 júliusában jelenhetett meg. A második album készítése közben Bogár Miklós kivált az együttesből és külföldre ment dolgozni, így duóvá alakult az együttes. 2001-ben megjelent második nagylemezük Hajnal címmel. Sorra jöttek az elismerések, díjak, fellépések, majd az újabb lemezek. Minden olyan díjat besöpörtek, amit csak lehetett Magyarországon.
2003-ban újabb lemezzel jelentkeztek, Elmúlt a nyár címmel. 2005-ben jelent meg az Ébredj mellettem, majd 2008-ban a Hosszú az út című lemezük.
2008 októberében megjelent Csaba Adrienn Judy – Szemtől szemben című könyve, mely életét kíséri végig a balesettől egészen az esküvőjéig.
Judy férje 2007-től Nagy Roland, a Groovehouse dobosa volt, de 2009 januárjától külön utakon járnak.
Úgy tervezték Zsolttal, hogy 2009-ben megjelentetik a hatodik lemezt, amelyre végül nem került sor.
Élete fordulatot vett, mikor 2011 februárjában bejelentette: kiszáll a Groovehouse-ból, és szólóban folytatja tovább. A következő hónapokban tervezett szólóalbumához leforgatta első klipjét, Soha nem késő címmel.
Magánélete is rendeződött, azóta együtt él Molnár Balázzsal. Kislányuk, Molnár Maja 2011. december 29-én született. 2012-ben újraindult a Groovehouse, és 2017-ben, közel 10 év kihagyás után kiadták hatodik nagylemezüket, Groovehouse 6 címmel.

## Diszkográfia

### Albumok
- 1995 – Vad tangó
- 1999 – 1
- 2001 – Hajnal
- 2003 – Elmúlt a nyár
- 2005 – Ébredj mellettem
- 2008 – Hosszú az út
- 2017 – Groovehouse 6

### Kiadott dalok
- Ha táncolsz velem
- Ollá, ollá
- Hol vagy nagy szerelem?
- Párizsi lány
- Hadadi
- Hajnal
- Vándor
- Ha újra látom
- Elmúlt a nyár
- Ébredj mellettem
- Mit ér neked?
- Szívvel lélekkel
- Tűz és víz
- Őrült lennék
- Legyen ez egy őrült vágy
- Adj vissza mindent
- Seholország
- Néhány nap
- Élj
- Ugrálj
- Ez a nap a mienk
- Talán

## Díjak, elismerések
- Popcorn-díj
  - 2002 – sztárválasztás
  - 2003 – Kedvenc magyar énekesnő
- Jakab Líra-díj
- Arany Zsiráf díj
- Viva Comet-díj
- Bravo Otto-díj